# Shericka Williams
Shericka Williams (1985. szeptember 17. –) olimpiai és világbajnoki ezüstérmes jamaicai atlétanő, futó.
Két érmet szerzett a 2008-as olimpiai játékokon. Másodikként zárt 400 méteres síkfutásban, valamint tagja volt a bronzérmes, négyszer négyszázas jamaicai váltónak.
A 2005-ös és a 2007-es világbajnokságon is tagja volt hazája váltójának, mely Helsinkiben és Oszakában is ezüstérmes lett. A 2009-es berlini világbajnokságon egyéniben négyszáz méteren az amerikai Sanya Richards mögött lett második. A 4 × 400-as váltó tagjaként is ezüstérmes lett.

## Egyéni legjobbjai
- 200 méter - 22,50 (2008)
- 400 méter - 49,32 (2009)